# Bogidiella indica
Bogidiella indica is een vlokreeftensoort uit de familie van de Bogidiellidae. De wetenschappelijke naam van de soort is voor het eerst geldig gepubliceerd in 2006 door Holsinger, Reddy & Messouli.